# Un dia a Nova York
Un dia a Nova York (títol original en anglès On the Town) és una pel·lícula musical de 1949 dirigida per Stanley Donen i Gene Kelly i protagonitzada per les grans estrelles dels musicals de l'època: Gene Kelly, Frank Sinatra i Jules Munshin, que interpreten tres marines que passen un dia a Nova York, on passen tota mena d'aventures.
L'obra original va ser un musical homònim compost per Leonard Bernstein amb guió i lletres de Betty Comden i Adolph Green, estrenat a l'Adelphi Theather de Broadway el 28 de desembre de 1944.
Es considera un clàssic del cinema estatunidenc. Enclavat al Nova York més musical, aquesta pel·lícula és considerada un dels grans musicals de la història de Hollywood, al costat de títols com a Cantant sota la pluja i Un americà a París. Per primer cop a la història del cinema, les càmeres van abandonar els platós i els decorats interiors, per sortir als carrers a rodar escenes de ball. La pel·lícula va guanyar l'Oscar a la millor banda sonora.
Aquesta pel·lícula ha estat doblada al català.

## Repartiment
- Gene Kelly com a Gabey
- Frank Sinatra com a Chip
- Betty Garrett com a Brunhilde "Hildy" Esterhazy
- Ann Miller com a Claire Huddesen
- Jules Munshin com a Ozzie
- Vera-Ellen com Ivy Smith
- Florence Bates com a Madame Dilyovska
- Alice Pearce com a Lucy Shmeeler
- George Meader com a professor
- Hans Conried com a François (cambrer principal) (sense acreditar)
- Murray Alper com a propietari de la cabina (sense acreditar}

Notes de repartiment
- Carol Haney, ajudant de Gene Kelly, va actuar amb Kelly a la seqüència de ballet Day in New York, però no va ser acreditada. Aquest va ser el debut a la pantalla d'Haney[2]
- Mickey Miller és el ballarí d’habilitat que substitueix el personatge de Jules Munshin Ozzie a la seqüència de ballet “Day in New York”, però no se’l va acreditar.
- Bea Benaderet té un cameo no acreditat quan era una nena de Brooklyn al metro, el seu debut al cinema en un paper de parla.
- Bern Hoffman té un paper no acreditat com a treballador de la drassana que canta la cançó inicial i la repeteix al final.
- Alice Pearce va ser l'únic membre original del repartiment de Broadway que va repetir el seu paper.

## Peces musicals[4]
1. "I Feel Like I'm Not Out of Bed Yet" – Treballador de les drassanes (a partir de la partitura de Leonard Bernstein)
2. "New York, New York" – Gabey, Chip, i Ozzie (a partir de la partitura de Bernstein)
3. "Miss Turnstiles Ballet" (instrumental) – Ivy i conjunt (a partir de la partitura de Bernstein)
4. "Prehistoric Man" – Claire, Ozzie, Gabey, Chip, i Hildy
5. "Come Up to My Place" – Hildy i Chip (a partir de la partitura de Bernstein)
6. "Main Street" – Gabey i Ivy
7. "You're Awful" – Chip i Hildy
8. "On the Town" – Gabey, Ivy, Chip, Hildy, Ozzie, i Claire
9. "You Can Count on Me" – Gabey, Chip, Ozzie, Hildy, Claire, i Lucy
10. "A Day in New York" (instrumental) – Gabey, Ivy, (a partir de la partitura de Bernstein)
11. "I Feel Like I'm Not Out of Bed Yet"/"New York, New York" (repetició) – Treballador de les drassanes, tres mariners i cor

## Localitzacions
La pel·lícula està rodada a Nova York, i inclou localitzacions com l'Empire State Building, el Museu Americà d'Història Natural, Times Square, Grand Central Station, l'edifici Chrysler i l'Estàtua de la Llibertat.

## Premis i Nominacions

### Premis[5]
- Oscar a la millor banda sonora (Roger Edens, Lennie Hayton)